# Take Me to Town
Take Me to Town is een Amerikaanse western uit 1953 onder regie van Douglas Sirk.

## Verhaal
De criminelen Vermilion O'Toole en Newton Cole ontsnappen, onderweg naar de gevangenis, uit de trein. Ze verbergen zich in het dorp Timberline. Intussen komen de drie zoons van de weduwnaar Will Hall naar het dorp. Ze zijn er op zoek naar een nieuwe vrouw voor hun vader. Ze kiezen Vermilion uit en zij gaat in op hun aanbod om de autoriteiten te ontlopen.

## Rolverdeling
| Acteur          | Personage         |
| --------------- | ----------------- |
| Ann Sheridan    | Vermilion O'Toole |
| Sterling Hayden | Will Hall         |
| Phillip Reed    | Newton Cole       |
| Lee Patrick     | Rose              |
| Lee Aaker       | Corney Hall       |
| Harvey Grant    | Petey             |
| Dusty Henley    | Bucket            |
| Larry Gates     | Ed Daggett        |
| Forrest Lewis   | Ed Higgins        |
| Phyllis Stanley | Edna Stoffer      |
| Dorothy Neumann | Felice Pickett    |
| Ann Tyrrell     | Louise Pickett    |